# ゴッドガンダム
- 機動武闘伝Gガンダム > モビルファイター > ゴッドガンダム

ゴッドガンダム（GOD GUNDAM、通称Gガンダム）は、1994年 - 1995年に放送されたテレビアニメ『機動武闘伝Gガンダム』に登場する架空の兵器。有人操縦式の人型ロボット兵器「モビルファイター (MF)」の1機。
第13回「ガンダムファイト」の後半戦に投入された「ネオジャパン」代表MFで、「シャイニングガンダム」に次ぐ主人公「ドモン・カッシュ」の搭乗機。背中に展開式の6枚の羽根を持ち、最大出力時は日輪のような発光現象を伴うのが特徴。
英語圏では「ゴッド（神）」の名が宗教的なタブーに触れるという理由により、「バーニングガンダム」と改名されている。

## 設定・デザイン
メカニックデザインは大河原邦男。大河原は自著において、シャイニングガンダムから歌舞伎や裃の要素は踏襲しつつも洗練したデザインを行ったと語っている。また、複数描かれた画稿の中には可変形態となるものも存在したが、それは不採用となった。腕部のデザインはシャイニングフィンガーが手首だけで攻撃していたことから、爪による攻撃の要素を取り入れたという。

## 設定解説
11か月にも及ぶ予選「サバイバルイレブン」で満身創痍となったシャイニングガンダムの後継機として開発された最新鋭MF。デビルガンダム（アルティメットガンダム）と並行して開発されたシャイニングガンダムやライジングガンダムとは異なり、ドモン・カッシュ専用機としてミカムラ博士がほぼ独力で開発した。
シャイニングガンダムからはすべてのデータがフィードバックされ、その性能はノーマルモードの時点でシャイニングガンダムの「スーパーモード」を凌駕。さらにガンダムファイター (GF) のドモン・カッシュがギアナ高地での修行で体得した明鏡止水の境地によってスーパーモードを任意で使用可能となり、シャイニングガンダムの機体性能を凌駕したことから、ゴッドガンダムではより強力な「ハイパーモード」への移行を可能としている。
ハイパーモード
前駆はシャイニングガンダムのスーパーモードとなるが、同機能が怒りを引き金に起動していたのに対し、ハイパーモードはより洗練された機構をとっている。ハイパーモード時は、背部のエネルギー発生装置が展開して光の輪を発し、胸部中央の装甲が目が開くように展開して内部のエネルギーマルチプライヤーが露出する。また、ノーベルガンダムのバーサーカーモードと技術的に共通点があるらしく、アレンビーの知るネオスウェーデンの機密事項の裏技による回路の改造でエネルギー消費率を最小限に抑えられる。
明鏡止水（めいきょうしすい）
搭乗者であるドモン・カッシュが真の明鏡止水の境地に達することで発現し、機体が黄金色に輝く。最初は、ギアナ高地に出現したデビルガンダムとの戦闘中に怒りに任せて戦おうとするドモンをマスター・アジアの攻撃からシュバルツが身を挺して救ったことで、己の未熟を悟ったドモンが明鏡止水の境地に到達してシャイニングガンダムに発現した。

### 装備
エネルギーマルチプライヤーシステム
ネオジャパンが開発したシステムで、東洋の気をベースに、エネルギーを練ることができる。
背部スタビライザー
コアランダーの羽根部。ハイパーモードの際は展開し、機体にマグネットコーティング効果を付加。機動性の向上に寄与し、機体の気脈さえも活性化させる。展開時には正面からみて展開時の位置で左上、右上、左、右、左下、右下の順にそれぞれ「夢、幻、泡、影、露、電」という銘を持つ。
多目的アンテナ
ゴッドガンダムの角部のうち、大きなものは情報収集用として装備される。
ハイパーモード用アンテナ
ゴッドガンダムの頭部に設置される小型のアンテナで、磁気フィールド発生時に用いられる。
脚部スラスター
脚部に設置されるスラスターで、加速力によってキックの威力を増強するほか、磁気フィールドによって機動力を向上させる。

### 武装
ゴッドスラッシュ
ビーム刀の一種で、シャイニングガンダムのものよりも強化されている。
バルカン砲
頭部に4門設置されている、60mmバルカン。
マシンキャノン
肩部に装備される三連装砲。使用時はカバーが展開する。

### 必殺技
爆熱ゴッドフィンガー
ハイパーモードで使用可能となるシャイニングフィンガーの発展技。シャイニングフィンガーが持っていたパワーに高熱による破壊力が付加される。背面ジェネレーターで増幅されたエネルギーを掌に集め、一気に放出する。敵機に直接接触し高熱で装甲を融解させる、火球を撃ち出すなどのバリエーションがある。シャイニングフィンガーと同じく、指関節が外れて関節から液体金属でマニピュレーターを覆う構造だが改良されており、まず液体金属の吹き出し口を螺旋状にすることでドリル効果を与えて威力を上げ、さらに前腕カバー「ゴッドフィンガープロテクター」（資料によっては「Gナックル」とも）が手の甲を覆うように展開し、エネルギーロスを最小限に抑えつつ確実に攻撃対象を破壊する。プロテクター形状は第12回大会で活躍したネオアルバニア代表GFの柔術を参考にしたもの。手応えを感じた際、ドモンの「ヒート・エンド！」の掛け声と共に敵機を爆破する。
シャイニングフィンガーと同様にエネルギーを放射することも可能であり、劇中では火炎放射のように噴き付ける、火炎弾として飛ばすなどの派生技を見せる。
ネオホンコンでの本戦における決勝三ヶ条の1つ「コクピットへの直接攻撃も認められる」に伴い、シャイニングフィンガーを使用していた時ほど敵機の頭部に限定した使用をしておらず、2本の爪付きの手甲であることを活かして敵機のコクピットに近い腹部に貫手のごとく突き刺し、持ち上げてから破壊していた（ただし、パイロットは1人も死なせていない）。またこの爪自体も武装の一つであり、前方に展開し鍵爪のように攻撃する。
前口上は「俺のこの手が真っ赤に燃える！ 勝利をつかめと轟き叫ぶ！」であり、他の技にも引用されることが多い。
なお、この必殺技は劇中にて幾度となく使用されているが、本編で一度だけドラゴンガンダムの放つ「真・流星胡蝶剣」によって破られている。
基本的に右手で放つが左手でも可能であり、右腕を負傷した際には左手にエネルギーを移し変えて放つ。
「爆熱」の部分は通常より長く叫ぶが、これは通常の叫びでは画面の尺に比べて台詞が足らないため、ドモン役の関智一が「爆」を長く叫んで調節している。この試みが功を奏し、台本にも「ばぁぁぁく熱」と書かれるようになったという逸話がある。
爆熱ゴッドスラッシュ
マンダラガンダム戦で使用されるシャイニングフィンガーソードの発展技。背面ジェネレーターで増幅されたエネルギーをゴッドスラッシュ（ビームソード）に集中させ、破壊力を高める。放出技であるゴッドフィンガーに比べ、消費エネルギーが少なく済む。
石破天驚拳（せきはてんきょうけん）
ネオホンコンの廃墟でマスター・アジアより伝授された流派東方不敗の最終奥義。ゴッドフィンガーのエネルギーを圧縮した火球を両手で撃ち出す。ランタオ島でのデビルガンダムとの戦いではキョウジとシュバルツの命と引き換えに、この技でデビルガンダムを一度葬る。
石破天驚ゴッドフィンガー
石破天驚拳のエネルギーを巨大な掌の形にし、その手で敵機を掴みヒートエンドの掛け声とともに握りつぶす。ガンダムファイト決勝戦にて東方不敗マスター・アジアが駆るマスターガンダムを撃破する。
シャッフル同盟拳（シャッフルどうめいけん）
シャッフル同盟5人の力を合わせた合体技。グランドマスターガンダムを消滅させる。
コミックボンボンの漫画版での名称は「爆熱石破天驚拳シャッフルアタック」。
石破ラブラブ天驚拳（せきはラブラブてんきょうけん）
ドモンとレインが2人で放たれる石破天驚拳。モビルトレースシステムによる搭乗者の動作を機体にフィードバックする性質と、ハイパーモードの搭乗者の気を機体にフィードバックする性質を最大限に発揮し、2人分の気が機体にフィードバックされた結果、さらに威力が高められている。使用した際にはキング・オブ・ハートの紋章から初代キング・オブ・ハートが出現し、ハート形のエネルギーで敵機を貫通する。
なお、作中ではゴッドガンダムのコクピットにドモンとレインの2人が乗り込んで行う技であったが、『スーパーロボット大戦シリーズ』では、レインの乗るライジングガンダム（一部作品ではレイン用に改修されたシャイニングガンダム）との合体攻撃という形で登場している。
究極石破天驚拳（きゅうきょくせきはてんきょうけん）
『スーパーロボット大戦F完結編』で初登場。石破天驚拳をドモンと東方不敗の2人で放つ技。東方不敗が味方に加わっている場合、石破ラブラブ天驚拳の代わりに使用される。こちらにも初代キング・オブ・ハートが出現する。ただし、呼称は「石破究極天驚拳」となる。後の作品にも東方不敗との合体攻撃として登場する。なお、2人で1つの石破天驚拳を放つバージョンのほか、本編におけるドモンと東方不敗の最後の戦いで石破天驚拳を撃ち合った場面を再現し、敵を石破天驚拳で挟み撃ちにするバージョンがある（止めの際に石破天驚ゴッドフィンガーの要領で殴り潰すが、マスターガンダムも石破天驚ゴッドフィンガーに酷似した技を使う）。
ゴッドスラッシュ・タイフーン
ゴッドスラッシュの出力を上げ、構えた状態で独楽のように高速回転する攻防一体の技。ガンダムローズのローゼスハリケーンを受けた際、包囲しているローゼスビットを破壊するために用いられる。デビルガンダム戦でも二刀流でこの技を使用するが、防がれてしまう。一部のゲームではビームサーベルを二刀流で構え、機体を回転させて竜巻状となる。
超級覇王電影弾（ちょうきゅうはおうでんえいだん）
流派東方不敗の奥義。自身を気の渦としてエネルギーの塊となり、相手に突進する。その際、渦の中心には搭乗者の顔が現れる。師弟対決では単体同士で互いに撃ち合ったが、技を会得している者同士であれば新宿でデスアーミーの大群を撃破した時のように、合体技としての使用も可能である。初出は後者のやり方である。
PS2のゲーム『Another Century`s Episode 2』、『Another Century's Episode 3 THE FINAL』に登場する。『2』ではゴッドガンダムが単体で放ち、『3』ではマスターガンダムも使用できる。『3』のコンビネーションアタックでは、マスターガンダムをゴッドガンダムが押す技となっている。
分身殺法・ゴッドシャドー
チボデーの「豪熱マシンガンパンチ」に対抗するため、ドモンが編み出した技。ゴッドガンダムへの搭乗後、ガンダムマックスターの豪熱マシンガンパンチを10体となって受け止める。
『スーパーロボット大戦』シリーズでは、気力が一定以上の場合に一定の確率で敵の攻撃を完全回避する"分身"系能力として扱われる。また、『機動戦士ガンダム ガンダムVS.ガンダム』では、最大4体の分身を出現させて分身1体につき射撃攻撃を1発無効化する防御技となっている。ただし、分身の間に当たると1発しか防げない。
ゴッドフィールド・ダッシュ
背部ブースターの推進力で一気に加速し、相手に突撃する技。本編ではボルトガンダムのガイアクラッシャーの弱点を見切ったドモンがボルトガンダムの脚部を破壊するために使用する。フィールドの全エネルギーが加速に使用されるため、高い突進力を発揮する。
トリプルガイアクラッシャー
ドラゴンガンダム、ボルトガンダムと一緒に放つ技。マスター・アジアのもとに向かうための道を作った。
ゴッドストライク
本編でその名は登場せず、スーパーファミコン用格闘ゲーム『機動武闘伝Gガンダム』由来の技。激しいパンチのラッシュ。『スーパーロボット大戦シリーズ』では、シャイニングストライクと同様に技名として使用されていた。
エネルギー放出（全身）
正式な技名は不明。全身からエネルギーを放出することで、周囲の物体を破壊する。劇中では「甘いぞサイ・サイシー！」と叫びながらドモンの両目が光り出して発動し、サイ・サイシーのドラゴンガンダムのドラゴンクローを跡形もなく破壊した。
エネルギー放出（腕）
正式な技名は不明。右腕から炎のエネルギーを放出する遠距離攻撃技。ドラゴンガンダムに直撃したが、大きなダメージはなかった。
光の粒子
正式な技名は不明。虹色に輝く光の粒子を全身から発生させる。風雲再起に搭乗したゴッドガンダムはこの粒子をデビルガンダムの残骸に当てることで、地球全体を浸食していたデビルガンダムの触手を瞬時に分解し、光と変えた。この能力で分解されたDG細胞の残骸は地球に降り注ぎ、ウェブ小説『機動武闘伝Gガンダム外伝 The East is Burning Red 三侠新傳 ～東方の珠～』では「DGダスト」と呼ばれていたことが判明する。なお、ドモンが初めて明鏡止水に目覚めた際にはシャイニングガンダムもこれに似た黄金の粒子を発生させており、粒子に触れたガンダムヘッド数機を破壊している。
ゴッドライジング
スーパーファミコン版に登場するオリジナル技。拳にエネルギーを帯びて放つアッパー。
ゴッドウェイブ
スーパーファミコン版に登場するオリジナル技。ゲーム中ではマスターガンダムが使用する技「デッドリーウェイブ」のゴッドガンダム版といった扱い。
ハイパーゴッドフィンガー
スーパーファミコン版に登場するオリジナル技。両手で交互にゴッドフィンガーを放つ。
ダブルゴッドフィンガー
ノーベルガンダムとのタッグ結成時に繰り出した2機による合体技。『スーパーロボット大戦シリーズ』では、レインの搭乗するライジングガンダムまたはシャイニングガンダムとの「ダブルシャイニングフィンガー」、「ラブラブゴッドフィンガー」や、マスターガンダムとの「ダブルダークネスフィンガー」、「ダークネス・ゴッドフィンガー」「爆熱！ 究極拳」なども披露している。
バーニングゴッドバスター
コミックボンボンの漫画版に登場。読者投稿によって生み出されたもので、腕から炎を飛ばす。
風雲烈火
『SDガンダム GGENERATION』シリーズに登場。敵の周囲を風雲再起と共にものすごい速さで回った後、猛烈な打撃を（こちらも風雲再起と共に）浴びせる技。
ユニコーンヘッド
『SDガンダム GGENERATION』シリーズに登場。風雲再起に乗って敵に突進し、その角で敵を貫く。マスターガンダムも同じ技を使う。
シャイニングフィンガー
ウェブ小説『機動武闘伝Gガンダム外伝 The East is Burning Red -天地天愕-』にて登場。物語が決勝大会開会式直後であり、まだ機体の調整が不十分でゴッドフィンガーなどの武装も使用不可の状態での急遽の戦いであったためにレインの通信による設定によって一発だけだかシャイニングフィンガーを使用可能にし独狐求敗のガンダム・マスター独狐を倒した。

### 劇中での活躍
シャイニングガンダムに代わってガンダムファイト決勝戦に投入され、シャッフル同盟の仲間やシュバルツ・ブルーダーとのリーグ戦を戦い、宣言通り全勝という成績を残す。その後、ランタオ島でのバトルロイヤルでは、ガンダム四天王を伴って出現したデビルガンダムを倒したうえ、マスター・アジアとの最終決戦でも勝利して大会優勝を果たし、「ガンダム・ザ・ガンダム」の称号を手にする。大会後は、復活したデビルガンダムの撃破にも大きく貢献する。

## ゴッドガンダム弐
テレビ本編終了から12年後を描いたウェブ小説『機動武闘伝Gガンダム外伝 The East is Burning Red 三侠新傳 ～東方の珠～』（三峡新傳）の第2章である「ギアナ高地編」から登場。
CDGC（デビルガンダム管理局）製の新型コアランダーを装着した姿。機体名の「弐」は「セカンド」と読む。背部のウィング6枚すべてが着脱式の手持ち武装として機能し、上段は展開しビームの刃を纏う偃月刀を2振り、中段は4本ずつの系8本の根を連結による組合せで棍、双節棍、三節棍に、下段は変形し実体剣の釵が二本一組として使用される。作中はこれらの武装をビットの様に自在に扱っている。
CDGC研究所の非道な人体実験からミケロ・チャリオットを救い出したドモンが逃亡する際に新型コアランダーを強奪し、弐仕様へと換装させたうえでギアナ特区の脱法ガンダムファイトに投入していた。
『Gガンダム』のアニメ総監督でアクションフィギュア「METAL BUILD ゴッドガンダム／ゴッドガンダム弐（セカンド）」の監修を担当した今川泰宏は、自身が小学生時代に視聴していた『燃えよドラゴン』などのカンフー映画の影響を受けてゴッドガンダムにも武器をもたせることを思いついたと語っている。

## ハイパーゴッドガンダム（H・Gガンダム）
コミックボンボン増刊号の『機動武闘伝Gガンダム外伝“ザ・ネクスト・ジェネレーション”』『機動武闘伝Gガンダム外伝暗黒のデスファイト』にて登場した機体。
ネオジャパンが製作したMFである。ドモンの弟子であるユウゴ・カガミが搭乗し、ガンダムファイト第14回大会ネオ・ジャパン代表となる。基本的な機能はゴッドガンダムからそれほど変更されていないが、気を高めることによって同様にスーパーモードへの変形が可能である。
裏世界で行われているという闇ガンダムファイトに潜り込んだ際には、サムライガンダムに擬装していた。

## ガンダムゴッドマスター
型式番号GF13-017∞、頭頂高16.6m、本体重量7.7t。
『ガンダムトライエイジ』に登場。ゴッドガンダムがDG細胞に侵食されたものの、GFの強靭な精神力によってDG細胞を完全に抑え込んだ結果、神の右手と悪魔の左手を持つ究極の姿にパワーアップした形態。
色が白と黒を基調としたものになり、細部の形状が変化。胸部のエネルギーマルチプライヤーが2つになったことで『∞』を象るように配置され、腰部に『G』の文字が刻まれたチャンピオンベルトのようなものを装着している。必殺技は「暴裂デビルフィンガー」と「双極!ゴッドデビルフィンガー!!」。
デザインは大河原邦男。